# 1306
1306 (MCCCVI) je bilo navadno leto, ki se je po julijanskem koledarju začelo na soboto.

## Dogodki

### Prva vojna za škotsko neodvisnost
- 10. februar - Dumfries: pretendent za škotskega kralja Robert Bruce v cerkvi zahrbtno umori drugega pretendenta Johna III. Rdečega Comyna, ki ima močno zaslombo pri večini škotskega plemstva.

- - Po umoru prosi (prisili?) Robert Bruce glasgowskega škofa za odvezo, ki jo tudi dobi, a je potem in absentia izobčen. Umor Rdečega Comyna razdeli Škote.
- 25. marec - Scone: kronanje Roberta Bruca za škotskega kralja.[1]. Naslednji dan prispejo sorodniki umorjenega in zahtevajo krono zase. Robert Bruce iz trme kronanje ponovi.
- 5. april - Da bi uredil razmere na Škotskem, ki mu ponovno uhajajo iz rok, angleški kralj Edvard I. Dolgokraki podeli neomejena pooblastila svaku umorjenega Aymerju de Valenceju in ga s tem zadolži za novo invazijo na Škotsko.
- 20. maj - Kralj Edvard I. povzdigne v viteza valižanskega princa Edvarda Caernarfona in še ostalih 200 mladih plemičev. Razmere na Škotskem so zelo nestabilne in Robert Bruce pri uveljavljanju politične moči še zdaleč ni prepričljiv.
- 19. junij - Bitka pri Methvenu: angleška vojska pod vodstvo Aymerja de Valenca odločujoče porazi škotsko vojsko pod vodstvom Roberta Brucea, ki ni zavaroval tabora, zato Angleži z obkolitvijo in uničenjem škotske vojske niso imeli težkega dela. 1307 ↔
- julij, avgust - Bitka pri Dalrighu med ostankom vojske Roberta Brucea in privrženci umrlega Comyna, ki v bitki zmagajo. Bruceu ponovno uspe pobegniti in zamenja viteško taktiko bojevanja z gverilsko iz začasne baze v Višavju. Skupaj s privrženci se do konca leta verjetno umakne na Hebride ali pa na Irsko.
  - Težave ima tudi Bruceova kraljeva družina, ki beži pred Angleži ločeno od kralja. Nazadnje jo zajame Comynova stranka in jo izroči Edvardu I.  1314 ↔

### Ostalo
- začetek leta - Papež Klemen V. umakne bulo Unam Sanctam, ki jo je izdal njegov predhodnik Bonifacij VIII. in s katero je razsrdil francoskega kralja Filipa IV.
  - Istega leta napove križarsko vojno komunistični frančiškanski ločini dulčinjancev.
- 6-7. januar - Nemiri v Genovi: gibelini iz družine Spinola prevzamejo oblast in iz mesta izženejo gvelfe, kar pa je kratkotrajen ukrep, saj jim naslednje leto dovolijo vrnitev.
- 21. marec - Umrlega burgundskega vojvodo Roberta II. nasledi sin Hugo V.
- 26. april - Državni udar na Cipru: knez Almarik Tirski izvede državni udar in se okliče za regenta. Njegov brat in kralj Henrik II. zbeži v Kilikijsko Armenijo. 1310 ↔
- 5. maj - Neapelj: neapeljski kralj Karel II. Anžujski odvzame Kneževino Ahajo knezu[2] Filipu Savojskemu in njegovi soprogi, kneginji Izabeli Villehardouinški. Oba sta deželo precej izčrpala z davki, prav tako pa je Filip odrekel vojaško podporo Karlu II. v vojni z Epirskim despotatom. Kralj Karel II. preda kneževino svojemu mlajšemu sinu Filipu II. Tarantskemu. 1313 ↔
- 4. avgust - Olomouc, Češka: češki kralj Venčeslav III. Pšemisl, ki mu je v slabem letu dni razpadel očetov imperij, je skrivnostno umorjen med pripravami na vojno proti kandidatu za poljskega kralja Vladislavu Dolgokomolčnemu, ki je tega leta zasedel prestolnico poljskih kraljev Krakov.
- junij - Rodos: neuspešen napad vitezov hospitalcev na otok Rodos, ki ga zaseda turški bejlik Mentese. Vseeno osvojijo manjša otoka Kos in Megisti.
- Francoski kralj Filip IV. Lepi izžene iz Francije vse Jude[3] in italijanske bankirje ter jim zapleni imetje. Začudo postane ukrep zelo nepriljubljen med francoskim prebivalstvom, saj le-ti izgubijo možnost dostopa do posojil, ki so jih tržili Judje in bogate lombardske družine, kraljevi izterjevalci dolgov pa so precej netaktni in vztrajni pri svojem delu. Hkrati še za dve tretjini razvrednoti vrednost novega kovanega denarja, razliko plemenitih kovin pa spravi v lastni žep. ↓
- 6. december → Vsesplošen upor v Parizu zaradi monetarne politike Filipa IV., ki se zateče v varstvo templarjev, kar je dovolj, da ugotovi, da jim s financami ne gre tako slabo kot njemu. Z uničenjem judovskega in lombardskega bančništva postanejo edini kraljevi posojilodajalci. Prav tako želi papež Klemen V., ki je marioneta francoskega kralja, združiti oba meniška viteška redova hospitalcev in templarjev, čemur veliki mojster templarjev Jacques de Molay energično nasprotuje. 1307 ↔
- Švedska: švedskega regenta Torkela Knutssona, ki je stanju državljanske vojne vladal v imenu mladoletnega kralja Birgerja Magnussona, umorijo njegovi sovražniki. Kraljeva mlajša in sposobnejša brata, izkoristita njegovo šibkost ter ugrabita kralja. 1308 ↔
- Čagatajski kanat: državljanska vojna med kanom Duvo in sovladarjem Čaparjem. Vrhovni kan Temür in ilkanatski kan Oldžeijtu se postavita na stran Duve, kan Zlate horde v spor ne poseže, zato se konflikt hitro razreši v prid legitimnega kana Duve, kar ohrani pax mongolico.
- Firence: vzpon florentinske bančniške družine Peruzzi, ki je obvladovala florentinsko bančništvo pred vzponom Medičejcev v 15. stoletju.
- Francija: ustanovitev Univerze v Orléansu.
- London: Parlament prepove kurjenje s premogom v Londonu. En prvih okoljevarstvenih ukrepov, ki ga meščani Londona zaradi cenejšega premoga ignorirajo.[4]

## Rojstva
- 27. marec - Filip III., navarski kralj († 1343)
- 30. april - Andrea Dandolo, 54. beneški dož († 1354)
- 8. avgust - Rudolf II., pfalški grof († 1353)

Neznan datum
- Alberto II. della Scala, vladar Verone († 1352)
- Ana Savojska, bizantinska cesarica, regentinja († 1365)
- Ašikaga Tadajoši, japonski vojskovodja († 1352)
- Bogdan I. Moldavski († 1367)
- John Randolph, škotski plemič, 3. grof Moray († 1346)
- Manfred Atenski, sicilsko-aragonski princ, vojvoda Aten († 1317)
- Sasaki Takaudži, japonski samuraj, pesnik († 1373)

## Smrti
- 10. februar - John III. Comyn, škotski vojskovodja, baron Badenoch
- 21. marec - Robert II., burgundski vojvoda (* 1248)
- 4. avgust - Venčeslav III., češki kralj (* 1289)
- 22. september - Janez Pariški, francoski teolog, filozof (* 1255)
- 6. december - Roger Bigod, angleški plemič, 5. grof Norfolk (* 1245)
- 25. december - Jacopone da Todi, italijanski frančiškan, dramaturg, pesnik (* 1230)

Neznan datum
- Gherardo III. da Camino, italijanski condottiero (* 1240)
- Simon iz Favershama, angleški filozof (* 1260)
- Tešou, kronski princ Mongolskega imperija in dinastije Yuan
- Torkel Knutsson, švedski regent